# Dálnice A18 (Itálie)
A18 (italsky Autostrada A18) je jednou z dálnic v Itálii.
Dálnice A18 se nachází na jihu země, na Sicílii. Po svém dobudování propojí města Messina a Gela. Nyní tvoří několik úseků, dlouhých celkem 118 km. Dokončení bylo naplánováno na rok 2010, v této fázi již měla celá dálnice měřit 280 km, nicméně v současnosti (2017) dálnice stále není dobudována. Hotový je zcela úsek do Katánie, zbývají spíše jižněji položené části. V 2021 byla dokončena část od města Siracusa do Ispica Ispica. Dálnice od Ispica do Modica se nachází v procesu výstavby.